# خورخي ريكالدي (لاعب كرة قدم)
خورخي ريكالدي (بالإسبانية: Jorge Eduardo Recalde) هو حكم كرة قدم ولاعب كرة قدم ومدرب كرة قدم باراغواياني في مركز نصف الجناح، ولد في 8 مايو 1992 في أسونسيون في باراغواي. شارك مع منتخب باراغواي تحت 17 سنة لكرة القدم ومنتخب باراغواي لكرة القدم. أما مع النوادي، فقد لعب مع كولو-كولو ونادي بالميراس.

## وصلات خارجية
- خورخي ريكالدي على موقع قاعدة بيانات كرة القدم.إي يو (الإنجليزية)
- خورخي ريكالدي على موقع ناشيونال فوتبول تيمز (الإنجليزية)
- خورخي ريكالدي على موقع Soccerway.com (الإنجليزية)
- خورخي ريكالدي على موقع عالم كرة القدم.نت (الإنجليزية)
- خورخي ريكالدي على موقع AS.com (الإسبانية)